# Кумано (крейсер)
«Кумано» (яп. 熊野, по названию реки на полуострове Кии) — японский крейсер, четвёртый вступивший в строй представитель типа «Могами».
Заказан в числе четырёх крейсеров этого типа по Первой программе пополнения флота 1931 года. Постройкой «Кумано» в 1934—1937 годах занималась верфь «Кавасаки» в Кобэ. Работы по улучшению прочности корпуса и остойчивости на нём были проведены ещё на стапеле.
После примерно годового периода службы «Кумано» вновь оказался на верфи для проведения запланированной замены орудийных башен, продлившейся с мая по октябрь 1939 года. В 1940—1941 годах крейсер вместе с однотипными кораблями активно участвовал в учениях, а также операции по захвату Французского Индокитая. В ходе Второго сражения в Филиппинском море потерял носовую оконечность, но сумел своим ходом добраться до контролируемых японцами вод. За следующий месяц пережил ещё несколько торпедных и бомбовых атак, в том числе находясь на ремонте, и был потоплен 25 ноября 1944 года у острова Лусон.

## Строительство
В конце 1933 года в рамках Первой программы пополнения флота был выдан заказ на строительство четвёртого «8500-тонного» крейсера стоимостью 24 833 950 иен. 10 марта 1934 года будущему кораблю было присвоено имя «Кумано» — в честь реки на полуострове Кии, протекающей по префектурам Нара, Вакаяма и Миэ. Ранее это имя в японском флоте не использовалось. «Кумано» был заложен на стапеле верфи «Кавасаки» в Кобэ 5 апреля 1934 года.
В 1933 году было решено, что вторая пара крейсеров типа «Могами» получит только восемь паровых котлов вместо десяти, а предусмотренные по проекту одноствольные 127-мм установки будут заменены спаренными. В ходе постройки на стапеле корабль летом-осенью 1934 года прошёл так называемый Первый этап работ по повышению эффективности, вызванный инцидентом с миноносцем «Томодзуру» в марте того же года. В ходе этих работ на крейсер установили оборудование для приёма/сброса водяного балласта в двойное дно, уменьшили расстояние между палубами по сравнению с проектным, а также значительно в сравнении с исходным проектом облегчили надстройки.
В связи с расследованием инцидента с Четвёртым флотом в ноябре 1935 года постройка «Кумано» (ещё не сошедшего на воду, в отличие от остальных трёх крейсеров этого типа) была приостановлена и возобновлена только весной 1936. При этом на нём был проведён Второй этап работ по повышению эффективности. В ходе него соединявшиеся электросваркой листы стали типа D на протяжении 80 % длины корпуса заменялись на клёпаные (толщина их на ряде участков была удвоена), а в оконечностях — на сварные из мягкой стали, был укорочен первый ярус надстройки (с зенитной палубой), чтобы через него не проходили барбеты орудийных башен № 3 и 4, были установлены були увеличенной ширины для компенсации возросшего водоизмещения. Также параллельно с этими работами были установлены недостающие кормовые 127-мм установки и 25-мм зенитные автоматы, уменьшена высота грот-мачты и переделана система рельсов для размещения гидросамолётов. 15 октября 1936 года «Кумано» был спущен на воду. На ходовых испытаниях 17 августа 1937 года в проливе Кии он развил 35,36 узлов при водоизмещении 13 513 тонн и мощности машин 153 698 л. с.. 31 октября крейсер был передан флоту одновременно с третьим представителем типа — «Судзуей».

## История службы

### Довоенная служба

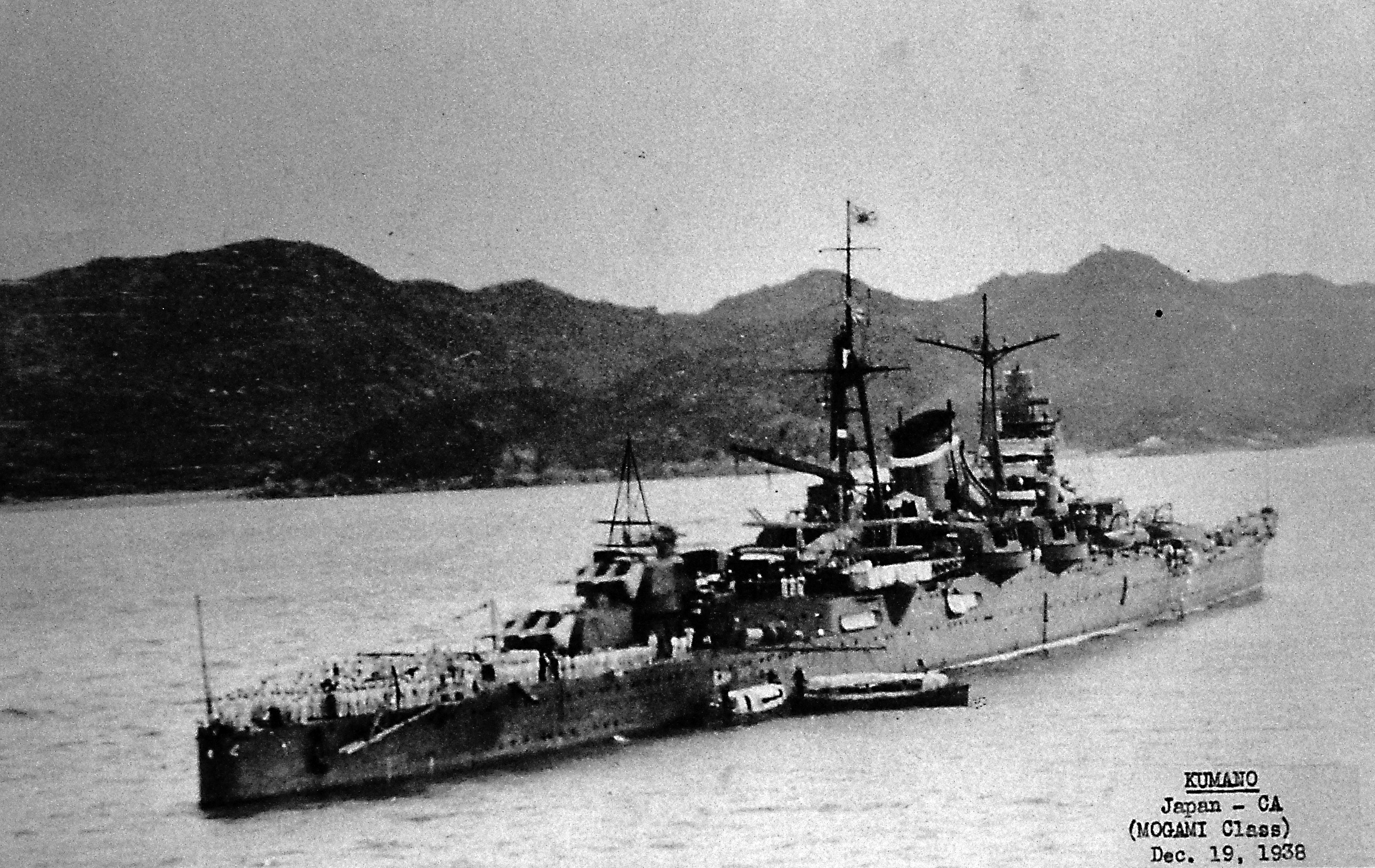
«Кумано» 19 декабря 1938 года.

После передачи флоту 31 октября 1937 года «Кумано» был приписан к ВМБ Курэ и получил позывные JJPA. Он находился в резерве 1-й категории до 1 декабря, пока не был зачислен в состав 7-й дивизии в качестве флагмана (одна марка на трубе), вместе с «Микумой» (две марки) и «Судзуей» (три марки). С 9 по 14 апреля 1938 года три крейсера 7-й дивизии совершили поход из Сасэбо в Такао. В августе корабли участвовали в учениях в проливе Бунго и заливе Исэ. С 17 по 23 октября они совершили поход из Сасэбо в Мако и вернулась затем обратно.

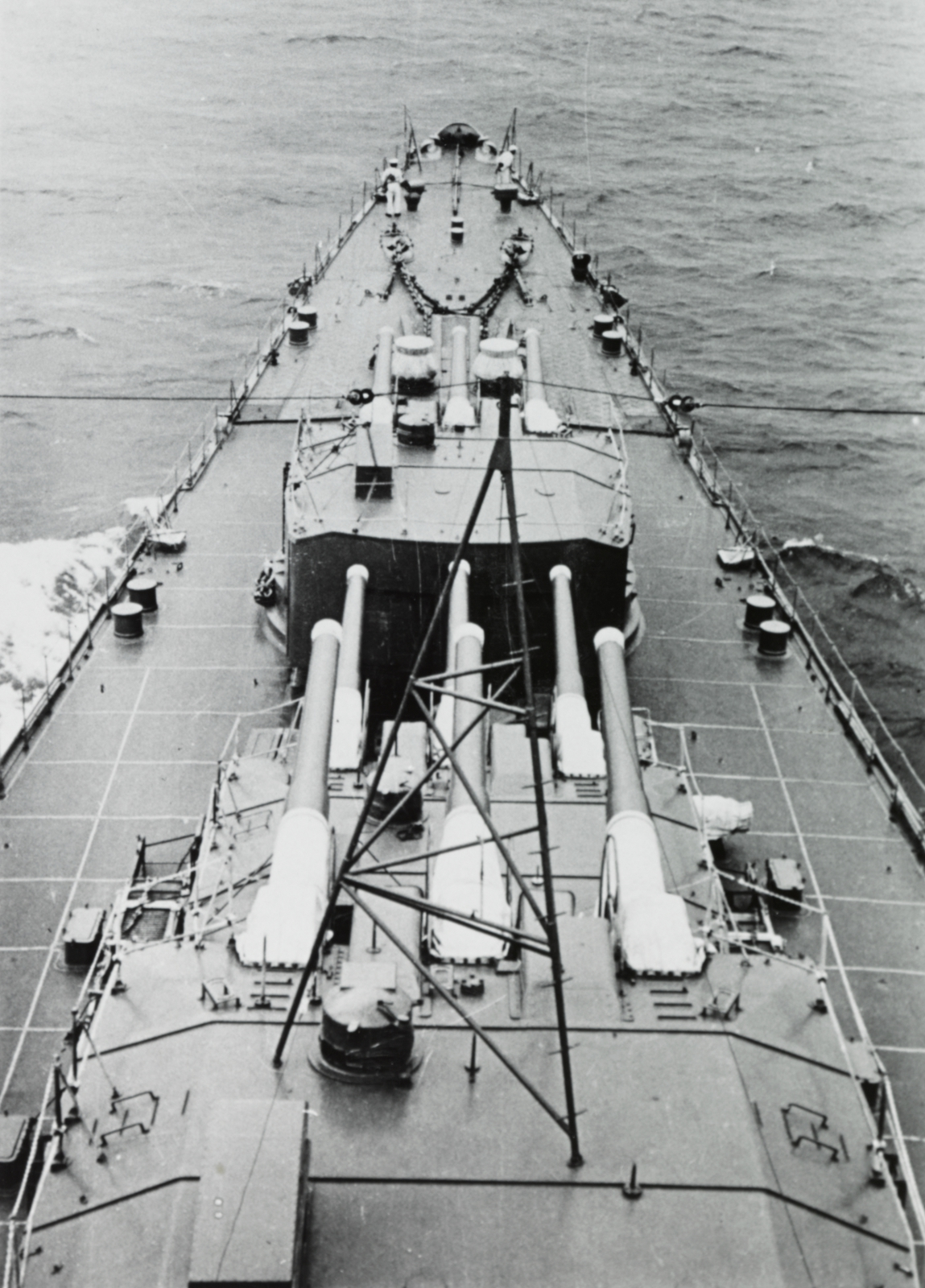
Носовые орудийные башни крейсера, 1939 год.

С 21 марта по 3 апреля 1939 года 7-я дивизия (включавшая к тому моменту только «Кумано» и «Микуму») совершила переход из Сасэбо к побережью северного Китая. В апреле — мае оба корабля участвовали в учениях у южной части японских островов (район Кагосима-Сукумо). 20 мая их вывели в резерв третьей категории в связи с началом новой модернизации. Она стала известна как Третий этап работ по повышению эффективности и была направлена прежде всего на замену главного калибра — 155-мм трёхорудийные установки демонтировали и на их барбеты установили 203,2-мм двухорудийные установки (т. н. «модели „Могами“»). Параллельно с этим также заменили катапульты арсенала Курэ тип № 2 модель 3 на более тяжёлые тип № 2 модель 5, парогазовые торпеды тип 90 на кислородные тип 93 (с увеличением боекомплекта до 24 штук), установили прибор управления торпедной стрельбой тип 92 на площадке фок-мачты. Модернизацию «Кумано» проводил Арсенал флота в Курэ, работы велись с 20 мая по 20 октября 1939 года.
15 ноября 1939 года «Кумано» вернулся в состав 7-й дивизии (две марки, флагман — «Судзуя»). 27 марта 1940 года оба крейсера вышли из Сасэбо к побережью Южного Китая, вернувшись на базу 2 апреля. 1 мая в состав 7-й дивизии вернулись «Могами» и «Микума», и с этого момента она включала в себя все четыре представителя типа «Могами». В конце 1940 года были убраны марки на трубах. С 7 января 1941 года 7-я дивизия получила внутреннее деление на два отделения (первое — «Кумано» и «Судзуя», второе — «Микума» и «Могами»), флагманом стал «Кумано».
В связи с обострением франко-тайского конфликта 7-я дивизия 23 января 1941 года покинула Курэ и 29 января прибыла в Самах на острове Хайнань. 31 января на борту крейсера «Натори» при посредничестве японских дипломатов было подписано перемирие. 6 февраля 7-я дивизия вышла в море, посетила 10-го Бангкок и 13-го Сайгон. 18 февраля она зашла в Самах, 20—21 февраля простояла в Мако, 23—26 февраля — на Окинаве, 3—7 марта — в Такао, 11—28 марта — в заливе Саэки и 29 марта прибыла в Курэ. С 4 по 11 апреля «Кумано» (вместе с «Могами») прошёл там докование, в ходе которого была также установлена размагничивающая обмотка.
25 апреля крейсер вместе с «Судзуей» покинул Курэ; 26 апреля они прибыли в залив Овасэ, где 28 апреля к ним присоединился «Микума». 17 мая корабли перешли в залив Исэ, где объединились с «Могами», и 22 мая вернулись обратно. 3—4 июня «Кумано», «Судзуя» и «Могами» покинули залив Овасэ и направились в Бэппу, где простояли с 6 по 10 июня, 12—19 июня провели в заливе Сукумо и 23 июня объединились с «Микумой» в заливе Ариакэ. 27—30 июня 7-я дивизия перешла в Йокосуку, а оттуда 8—12 июля — в Курэ.
16 июля крейсера покинули Курэ для участия в захвате Французского Индокитая. 22 июля они прибыли в Самах и 25—30 июля сопровождали оттуда транспорты с войсками до Сайгона. 7—19 августа 7-я дивизия простояла в заливе Сукумо и вернулась в Курэ 20 августа. С 31 августа по 7 сентября «Кумано» (вместе с «Судзуей») прошёл там очередное докование. 16 сентября 7-я дивизия вышла в учебный поход, посетив Мурадзуми (16 сентября — 14 октября), заливы Саэки (15—19 октября), Бэппу (20—23 октября и 10—11 ноября), Сукумо (23 октября — 1 ноября) и Ариакэ (2—9 ноября), и 13 ноября прибыла на якорную стоянку у острова Хасира. 16 ноября крейсера зашли в Курэ для приёма топлива и боекомплекта. 23-29 ноября «Кумано» (флаг контр-адмирала Куриты) перешёл из Курэ в Самах, где присоединился к крейсерам «Судзуя», «Могами», «Микума» и «Тёкай».

### Вторая мировая война
4 декабря 1941 года 7-я дивизия вышла из порта Самах для прикрытия 1-го Малайского конвоя и районов высадки в Кота-Бару, Сингора и Паттани. В ночь на 9 декабря она вместе с 3-й эскадрой эскадренных миноносцев находилась к готовности к ночному бою с британским соединением «Z» (ранее обнаруженным подводной лодкой И-65), но не смогла его найти и утром соединилась с главными силами (линкоры «Конго» и «Харуна», тяжёлые крейсера «Атаго» и «Такао»). Уже на следующий день эта задача утратила актуальность, так как британские корабли были потоплены авиацией авианосной группы Японского императорского флота у Куантана. В ходе погони за соединением «Z» поздно вечером 9 декабря гидросамолёт № 2 крейсера «Кумано» (тип 94 модель 2) пропал без вести с 3 членами экипажа.
11 декабря «Кумано» и «Судзуя» (1-е отделение 7-й дивизии) прибыли в Камрань. 13 декабря они снова вышли в море и через три дня поддерживали высадку в Мири на северном Калимантане, вернувшись на базу 27 декабря. 5—10 января 1942 года оба крейсера прикрывали конвои до Камрани.
16 января 1942 года 7-я дивизия вместе с крейсерами «Тёкай», «Сэндай» и «Юра» вышла в море для перехвата британских кораблей, но 18 января приказ об этом был отменён, и на следующий день дивизия возвратилась обратно. 23 января она снова покинула Камрань, «Кумано», «Судзуя» и 19-й дивизион эсминцев («Аянами» и «Исонами») при этом прикрывали высадку на островах Анамбас. 26 января они встретились с крейсером «Юра» и после прикрытия высадки у Эндау вернулись в Камрань 30 января. После короткой стоянки все четыре крейсера 7-й дивизии и «Тёкай» вышли в море 10 февраля и спустя три дня обеспечивали прикрытие операции «L» (захват Палембанга и острова Банка). 16 февраля 7-я дивизия была передана в состав Главных сил с целью обеспечения захвата западной Явы и на следующий день прибыла на острова Анамбас для приёма топлива и припасов.
24 февраля все 4 крейсера вышли в море, при этом «Кумано» и «Судзуя» направились для прикрытия высадки у Индрамаю восточнее Батавии. 1 марта корабли 7-й дивизии объединились, 4 марта покинули район Явы и на следующий день прибыли в Сингапур. С 9 по 12 марта 4 крейсера 7-й дивизии и «Тёкай» прикрывали районы высадки в Сабанге и Ири на северной Суматре, 15 марта вернувшись в порт для дозаправки и пополнения запасов. С 20 марта они принимали участие в захвате Андаманских островов и после выполнения задачи стали на якорь в бирманском порту Мергуи 26-го. 1 апреля в рамках операции «Си» все пять крейсеров вышли в море, направляясь в составе соединения вице-адмирала Одзава в Бенгальский залив. В 20:30 5 апреля корабли Одзавы разделись на три независимые группы, из которых «Кумано», «Судзуя» и эсминец «Сиракумо» вошли в северную. Между 09:52 и 11:50 следующего дня ими были потоплены пять судов стран антигитлеровской коалиции — британские «Силкворт», «Аутоликус», «Мальда», «Шинкуан» и американский «Эксмур». «Кумано» при этом израсходовал 333 203-мм и 186 127-мм снарядов. 11 апреля 7-я дивизия зашла в Сингапур, 13-го в Камрань и 22 апреля прибыла в Курэ, где крейсера встали на плановый ремонт в Арсенале флота. С 27 апреля по 4 мая «Кумано» и «Судзуя» прошли там докование.
22 мая 1942 года 7-я дивизия под прикрытием 8-го дивизиона эсминцев («Асасио» и «Арасио») покинула Хасирадзиму и прибыла 26 мая на Гуам. 28 мая она вышла в море для участия в операции «МИ», изначально прикрывая соединение гидроавианосцев контр-адмирала Фудзиты («Титосэ» и «Камикава-мару»). 30 мая 7-я дивизия и 8-й дивизион встретились с транспортной группой контр-адмирала Танака (12 транспортов с 5000 солдат на борту) и танкерами «Акэбоно-мару» и «Нитиэй-мару», с этого момента сопровождая уже их. Днем 4 июня Курита получил приказ Нагумо об обстреле Мидуэя, который должен был сделать то, чего не сумело добиться Первое мобильное соединение в проигрываемом японцами сражении авианосцев — уничтожить американские самолёты и береговые укрепления на атолле, которые могли бы помешать высадке. Поскольку до точки назначения надо было пройти ещё 410 морских миль, преодолевать их было необходимо на максимальной скорости в 35 узлов. Эсминцы «Асасио» и «Арасио» не могли поддерживать её в бурном море и постепенно начали отставать.
Поскольку к ночи стало ясно, что крейсера никак не смогут достичь Мидуэя, не попав под удар американской авиации, в 00:20 5 июня Ямамото отменил приказ Нагумо об обстреле. Однако его сообщение по ошибке первоначально было отправлено не 7-й, а 8-й дивизии («Тонэ» и «Тикума»). До Куриты оно дошло более чем через два часа, в 02:30, когда до Мидуэя оставалось менее 50 морских миль, и только с того момента 7-я дивизия взяла курс на северо-запад, направляясь на встречу с главными силами. Параллельно с этим, в 02:15 японские корабли были замечены шедшей в надводном положении американской подводной лодкой «Тэмбор» (командир — капитан 3-го ранга Джон Мёрфи) как четыре крупные неопознанные цели, однако вскоре подлодка в темноте потеряла с ними контакт. В 02:38 контакт был возобновлён, и почти сразу же и сама лодка была замечена с флагманского «Кумано». Из-за угрозы торпедной атаки четыре крейсера 7-й дивизии получили приказ выполнить поворот «все вдруг» на 45°, но из-за ошибок в его передаче и темноты только на шедшем первым «Кумано» и четвёртым «Могами» его исполнили верно. Шедшие же вторым и третьим «Судзуя» и «Микума» начали делать поворот «все вдруг» на 90°. «Судзуя» прошёл в опасной близости за кормой «Кумано», а «Микума» к исходу пятой минуты протаранил «Могами». «Кумано» и «Судзуя» после этого продолжили уходить на запад полным ходом и 13 июня прибыли на Трук.
17 июня «Кумано» вместе с «Судзуей» и эсминцами «Арарэ» и «Касуми» покинули Трук и 23-го прибыли в Курэ. 14 июля в ходе реорганизации Японского императорского флота 7-я дивизия была передана из Второго флота (крейсерского) в Третий (авианосный). С 17 по 23 июля оба крейсера перешли из Хасирадзимы в Сингапур. 28 июля они снова вышли в море, направляясь в порт Мергуи в Бирме в рамках операции «Б». Около 6:00 шедшие с эскортом из четырёх эсминцев крейсера были атакованы нидерландской подводной лодкой O-23, выпустившей по ним 4 торпеды. Все они прошли мимо, последующее шестичасовое преследование подлодки закончилось неудачей. В Мергуи соединение прибыло 30 июля.
7 августа в рамках осуществления операции «КА» «Кумано» и «Судзуя» покинули Мергуи и направились на восток. Дозаправившись в Баликпапане 14—16 августа, они 22 августа соединились севернее Гуадалканала с авианосным соединением адмирала Нагумо и в его составе участвовали в сражении у восточных Соломоновых островов. После боя 7-я дивизия патрулировала район северной части Соломоновых островов и 5 сентября прибыла на Трук. 9 сентября она снова вышла в море в составе авианосного соединения в тот же район. 14 сентября японские корабли были атакованы 10 бомбардировщиками B-17 и 23 сентября вернулись на базу.
11 октября «Судзуя» и «Кумано» вышли в море в составе Третьего флота для поддержки очередного наступления на Гуадалканале, намеченного на 24 октября. 17—18 октября корабли дозаправились в море, а 19-го «Кумано» был отправлен в эскорт 1-й дивизии авианосцев, и контр-адмирал Нисимура перенёс свой флаг на «Судзую». Оба крейсера участвовали в сражении у островов Санта-Крус 26 октября и последующей неудачной попытке навязать американцам ночной бой. На базу они вернулись 30 октября. 2—7 ноября «Кумано» в связи с необходимостью ремонта перешёл в Курэ, где с 15 по 20 ноября прошёл докование. 22 ноября крейсер вышел в море и через пять дней прибыл в Манилу. С 29 ноября по 4 декабря он с войсками на борту перешёл в Рабаул, где встретился с «Судзуей». 5—6 декабря оба крейсера перешли в Кавиенг, где контр-адмирал Нисимура перенёс флаг на «Кумано». Оба корабля почти месяц стояли там в готовности в связи с эвакуацией Гуадалканала, за это время совершив только один поход с войсками на борту к Лоренгау 12—13 декабря.
11 февраля 1943 года «Кумано» покинул Кавиенг и 13 февраля прибыл на Трук, встретившись там с «Судзуей». Полтора месяца оба корабли простояли там, занимаясь боевой подготовкой и находясь в готовности выйти на перехват очередного американского рейда. 24—29 марта «Кумано» и «Судзуя» перешли из Трука в Курэ и стали там на ремонт, включавший и Первую военную модернизацию. В ходе неё снимались 13,2-мм пулемёты, количество 25-мм автоматов доводилось до 4 строенных и 4 спаренных (всего 20 стволов), устанавливалась РЛС обнаружения воздушных целей № 21 на вершине фок-мачты, на передней части компасного мостика разместили командный пост ПВО, все иллюминаторы на нижней палубе и многие на средней были заварены, растяжки антенн на крышах башен № 3 и 4 сняли. Докование «Кумано» в Арсенале флота прошёл 6-15 апреля.
20 мая «Кумано», «Судзуя» и «Могами» покинули Токуяму и направились в Токийский залив, куда прибыли на следующий день. Там в течение 9 дней они занимались боевой подготовкой перед планируемым походом к Алеутским островам, который затем был отменён. С 30 мая по 1 июня «Кумано» вместе с «Судзуей» перешёл в Хасирадзиму («Могами» задержался на один день из-за повреждений при столкновении с танкером). Оба крейсера 11 июня вышли из Курэ и спустя два дня прибыли в Йокосуку, где взяли на борт личный состав 5-го подразделения ПВО ЯИА. С 16 по 21 июня вместе с линкорами «Конго», «Харуна», авианосцами «Рюхо», «Унъё» и «Тюё» и 7 эсминцами они перешли на Трук. Затем «Кумано» и «Судзуя» в сопровождении эсминца «Ниидзуки» 23—25 июня совершили переход до Рабаула, где высадили солдат, после чего к 27 июня вернулись обратно. 9—11 июля оба крейсера снова перешли в Рабаул и 18 июля вместе с «Тёкаем», «Сэндаем» и 4 эсминцами направились в залив Велья для прикрытия высадки там подкреплений. Около 00:10 20 июля «Кумано» был повреждён в результате налёта «Эвенджеров» 131-й торпедной эскадрильи КМП (VMTB-131). Близкий разрыв 2000-фунтовой бомбы по правому борту в кормовой части вскрыл листы обшивки, вызвав затопления нескольких отсеков, также были выведены из строя насосы питательной воды в котельных отделениях № 5 и № 6. 21 июля корабли вернулись в Рабаул, «Кумано» был пришвартован для экстренного ремонта к плавмастерской «Ямабико-мару», 22 июля контр-адмирал Нисимура перенёс с него свой флаг на «Судзую». 29-31 июля «Кумано» перешёл на Трук, где начался его дальнейший ремонт силами плавмастерской «Акаси». «Кумано» снова вышел в море спустя месяц, 28 августа, и прибыл в Курэ 2 сентября. Ремонт его в Арсенале флота продлился до 31 октября, докование при этом заняло с 4 сентября по 8 октября. 3 ноября «Кумано» покинул Курэ и 8-го прибыл на Трук.
24 ноября из-за начала высадки американцев на атоллах Тарава и Макин «Кумано» и «Судзуя» снова вышли в море. 26—27 ноября «Кумано» провёл на стоянке у Кваджалейна, 28—29 ноября вместе с прибывшим «Судзуей» находился у атолла Эниветок, с 30 ноября по 3 декабря оба крейсера пробыли у Рои и 5 декабря вернулись на Трук. 8 декабря контр-адмирал Нисимура перенёс свой флаг с «Судзуи» на «Кумано». 26 декабря оба крейсера направились в поход с грузом на борту в Кавиенг, но были обнаружены американской авиацией и 28 декабря вернулись обратно. 29 декабря оба корабля вместе с эсминцем «Митисио» снова вышли в Кавиенг, вернувшись обратно 1 января 1944 года.
1 февраля 1944 года 7-я дивизия («Судзуя», «Кумано», «Тонэ» и «Тикума») оставила Трук и 4 февраля прибыла на острова Палау. Простояв там в готовности 12 дней, она с 16 по 21 февраля перешла на якорную стоянку у острова Линга для проведения боевой подготовки. Последнюю неделю марта и первую неделю апреля «Кумано» и «Судзуя» провели на судоремонтном заводе № 101 в Сингапуре, где прошли Вторую военную модернизацию. В ходе неё на крейсер были установлены дополнительно 8 одиночных 25-мм автоматов, в результате чего общее число стволов возросло до 28. 11—14 мая крейсера 7-й дивизии и «Могами» перешли из Линги в Тави-Тави, где провели почти месяц (с перерывом на поход к острову Таракан для дозаправки 15—17 мая). С началом операции «А-Го» 13 июня они вышли в море в составе Мобильного флота вице-адмирала Одзава и 19—20 июня участвовали в сражении в Филиппинском море, не получив в ходе него никаких повреждений. 22 июня корабли зашли на Окинаву и 25-го прибыли в Курэ. По прибытии «Кумано» прошёл в Арсенале флота Третью военную модернизацию, завершившуюся 8 июля. В ходе неё были добавлены ещё 4 строенных и 16 одиночных 25-мм автоматов (общее число стволов — 56), установлены РЛС обнаружения надводных целей № 22 на фок-мачте и РЛС обнаружения воздушных целей № 13 на грот-мачте, два комплекта инфракрасных приборов наблюдения и связи тип 2 на мостике, жилые помещения максимально очищены от огнеопасных предметов, дополнительно улучшена водонепроницаемость переборок ниже ватерлинии.
8 июля 7-я дивизия вместе с 1-й дивизией линкоров, 4-й дивизией крейсеров и 2-й эскадрой эсминцев покинула Курэ, имея на борту войска и грузы. 10 июля она зашла на Окинаву, а 16-го прибыла в Сингапур — конечную цель похода. 17 июля корабли перешли на базу в Линге, где провели порядка трёх месяцев. В ходе стоянки РЛС № 22 4-й модификации «Кумано» была модернизирована с установкой супергетеродинного приёмника, позволяла после этого управлять артиллерийским огнём.
22 сентября и 5 октября «Кумано» принимал запасы продовольствия с транспорта «Китаками-мару». С 18 по 20 октября 7-я дивизия крейсеров вместе с 3-й дивизией линкоров и 10-й эскадрой эсминцев перешли из Линги в Бруней.

#### Сражение в заливе Лейте
22 октября 1944 года 7-я дивизия в составе Первого набегового соединения адмирала Куриты покинула Бруней для выполнения операции «Сё-Го». После боя в море Сибуян 24 октября ночью того же дня она прошла проливом Сан-Бернандино, выходя к конечной цели пути в заливе Лейте.
Утром 25 октября у острова Самар в ходе боя с оперативным отрядом 77.4.3 американской оперативной группы 77.4 контр-адмирала Спрэгью «Кумано» (флаг вице-адмирала Сираиси) шёл головным в колонне крейсеров 7-й дивизии. В 7:10, на 5 минут позже 5-й дивизии, он открыл огонь по противнику. В 7:20 эсминец «Джонсон» выпустил по нему с дальности менее 10 км десять 533-мм торпед Mk 15, каждая из которых несла 300 кг взрывчатки. «Кумано» выполнил манёвр уклонения и начал возвращаться в бой, но слишком рано. Японцы не учли выставленной низкой скорости торпед Mk 15, три из которых прошли прямо перед носом крейсера, а четвёртая в 7:27 поразила носовую часть с правого борта. Взрыв оторвал носовую оконечность по 20-й шпангоут, вместе с ней были потеряны якоря и шпилевая лебёдка. Оборванные якорные цепи и настил верхней палубы свисали вниз, листы же бортовой обшивки были загнуты влево. Вибрируя из-за резко возросшего сопротивления как при резком торможении, «Кумано» быстро терял скорость, которая упала до 10 узлов. Он взял курс на север и вскоре встретился с вторым крейсером 7-й дивизии — «Судзуей», который был повреждён примерно в то же время близким разрывом и мог выдавать 20 узлов. Посчитав «Судзую» менее повреждённым, адмирал Сираиси к 08:30 перенёс свой флаг на него, «Кумано» же продолжил путь на север, имея своей целью бухту Корон на одноимённом острове, где можно было исправить повреждения. Путь этот при господстве американцев на море казался имеющим минимальные шансы на успех. Более того, крейсер шёл в одиночестве — ему не был придан эсминец для сопровождения, и шансы экипажа на спасение в случае гибели были минимальными.

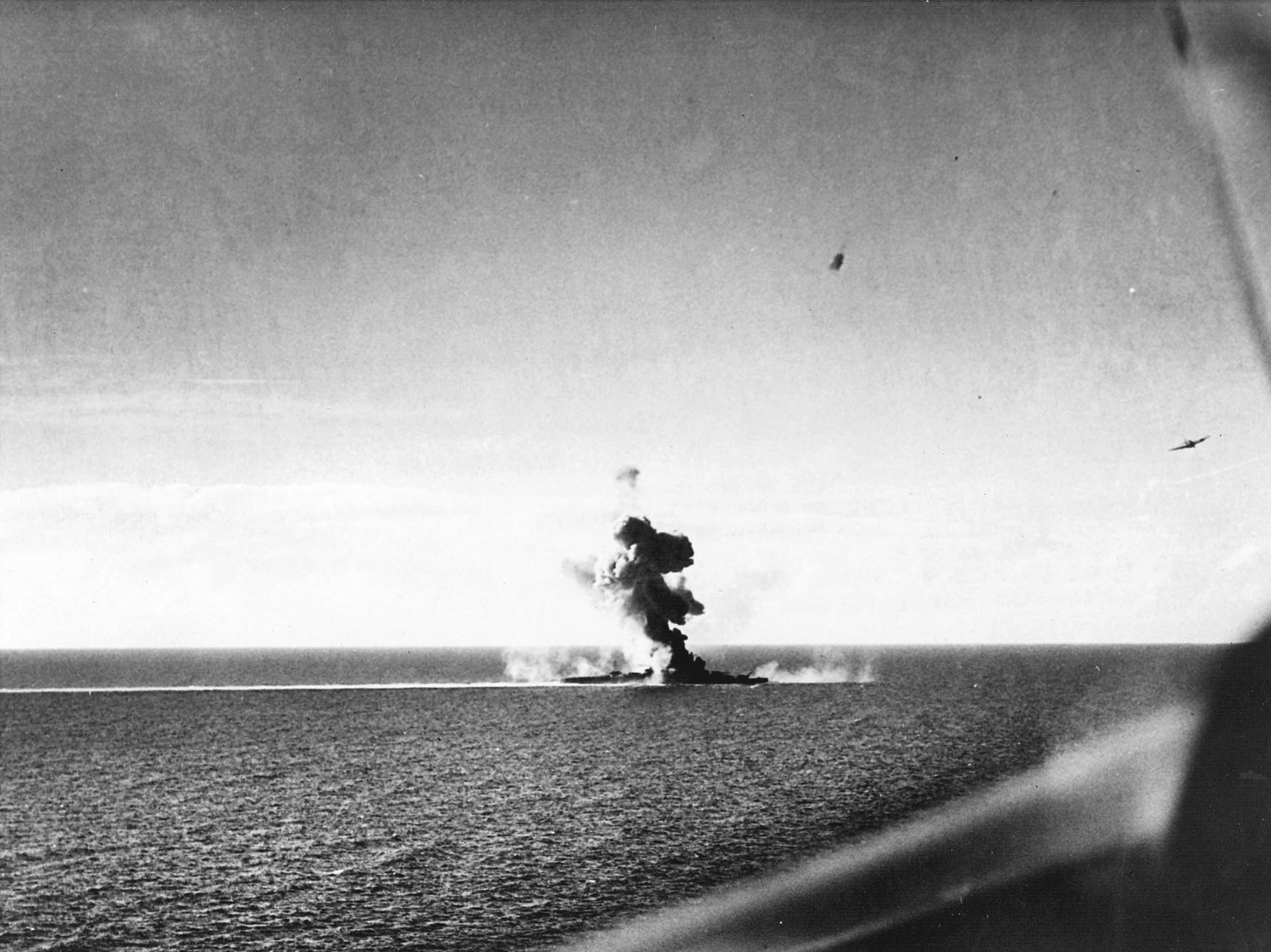
«Кумано» во время налёта утром 26 октября 1944 года.

К 7:00 26 октября «Кумано» благополучно пересёк моря Сибуян и Висаян, подойдя к южной оконечности острова Миндоро. На борту приняли массу сообщений, говорящих об отмене Куритой всей операции и отходе Первого набегового соединения назад. Стало ясно, что остальные корабли от крейсера отделяет лишь несколько часов пути и дойти до бухты Корон реально. Но в 08:50 «Кумано» был атакован 4 «Хэллдайверами» и 7 «Эвенджерами» под прикрытием 12 «Хэллкетов» из авиагруппы авианосца «Хэнкок». С изуродованной носовой оконечностью крейсер не мог нормально уклоняться от заходивших на него самолётов и, несмотря на сильный зенитный огонь, был поражён тремя бомбами. Первая бомба разорвалась очень близко от обшивки левого борта, через возникшую пробоину было затоплено котельное отделение № 6. Затем взрыв 1000-фунтовой бомбы (возможно, двух таких бомб) нанёс кораблю масштабнейшие повреждения: сильно пострадали дымоходы котельного отделения № 1 и воздухозаборники котельных отделений № 2, 3, 4, 5, кожухи котлов в отделениях № 1, 3 и 4, кожух турбины крейсерского хода правого борта. Третья бомба разорвалась с левого борта у основания носовой надстройки, выведя из строя обе передние 127-мм установки и РЛС. Затем американские самолёты оставили корабль с поднимающимся над ним высоким столбом дыма и пара, посчитав его обречённым. По совокупности попаданий крейсер полностью лишился хода, сохранив пар лишь на одном котле из восьми, однако командовавший им капитан 1-го ранга Соитиро Хитоми не считал ситуацию безнадёжной. Он направил аварийные партии в машинные отделения и послал просьбы оказать помощь находящимся поблизости японским кораблям. Усилия оказались не напрасными — удалось ввести в действие котёл № 1, что позволило крейсеру дать 2-узловой ход. К 10:00 удалось подать пар на два агрегата, и «Кумано» смог идти к Корону на скорости 10 узлов. Хитоми даже оптимистично предложил идти не в Корон, а в более удалённую и безопасную бухту Уруган на острове Палаван. Хотя Курита приказал идти на помощь «Кумано» эсминцу «Хаманами» (с выжившими членами экипажа крейсера «Носиро»), первыми в 13:30 его встретили корабли Второго набегового соединения вице-адмирала Симы — тяжёлый крейсер «Асигара» и эсминец «Касуми». В связи с этим Хитоми решил идти под их сопровождением в Корон, и в 16:30 «Кумано» прибыл туда. Поскольку якорей крейсер лишился ещё у Самара, пришлось делать временные якорные крепления.

#### Последующие действия и гибель
После дозаправки с танкера «Нитиэй-мару» в 00:30 27 октября «Кумано» в одиночестве (так как выделенных для сопровождении эсминцев «Фудзинами» и «Окинами» всё ещё не было — последний догнал крейсер уже в пути) покинул Корон и в 07:20 28 октября прибыл в Манилу. При этом он разошёлся в темноте с вышедшими из Манилы в 18:15 эсминцами «Киёсимо» и «Хамакадзэ», направленными Куритой как раз для оказания ему помощи. Всего с 25 по 28 октября из экипажа крейсера 56 человек было убито и 99 ранено (из них 19 в Маниле были срочно отправлены в госпиталь). Судоремонтный завод № 103 в Маниле к тому времени был сильно загружен ремонтом повреждённых «Нати» и «Аобы». Однако его техники, вместе с членами экипажа работавшие день и ночь, к 3 ноября смогли отремонтировать носовую часть «Кумано» и ввести в действие 4 из 8 котлов. На тестовом пробеге в Манильском заливе крейсер смог выдать 15 узлов. Командир Хитоми начал запрашивать разрешение на срочный переход крейсера, так как рейд Манилы ещё с сентября подвергался налётом, и его просьба была удовлетворена. В 01:00 5 ноября «Кумано» вышел в море вместе с «Аобой», 4 охотниками за ПЛ и 6 транспортами с составе конвоя Манила-Такао («Ма-Та 31»). Из-за необычного времени выхода — сразу после полуночи, а не утром — корабли избежали четырёх массированных налётов палубной авиации 38-го оперативного соединения, в результате которых флагман Симы крейсер «Нати» был потоплен, а эсминец «Акэбоно» тяжело повреждён. «Ма-Та 31» ночь с 5 по 6 ноября провёл у Санта-Крус в заливе Дасоль на западном побережье острова Лусон, а в 07:00 выдвинулся в путь 12-узловым ходом тремя походными колоннами. «Кумано» возглавлял правую, ближнюю к берегу колонну, в кильватере ему шёл «Аоба». В 08:10 6 ноября конвой был замечен американской подводной лодкой «Гитарро», преследовавшей его по полученной за день это информации с ПЛ «Бэтфиш». В 9:05 они выпустила по «Кумано» первые три торпеды, за которыми последовали ещё шесть, и спустя пять минут с крейсера видели поднявшиеся вдалеке столбы воды (возможно, следствие преждевременного подрыва или удара о скалы). В 9:43 следующая американская подводная лодка, «Брим», произвела четырёхторпедный залп по крейсерам, от которых те уклонились. В 10:42 третья подводная лодка, «Ратон», произвела шеститорпедный залп по «Кумано», а через три минуты четвёртая лодка, «Рэй», выпустила ещё четыре торпеды. Фактически из двадцати трёх 533-мм торпед, отстрелянных по «Кумано», он был поражён в 10:48 только двумя из последнего залпа с «Рэй» (предположительно электрическими торпедами Mk 18 с 300 кг взрывчатки каждая). Обе торпеды попали в правый борт, первая под носовую надстройку, вторая в переднее машинное отделение правого борта. Крейсер получил крен в 11° на правый борт и из-за затопления всех четырёх машинных отделений потерял ход. Конвой оставил повреждённый корабль, опасаясь новых атак из-под воды, лишь транспорт «Дорё-мару» подошёл к нему, чтобы взять на буксир. «Рэй» попыталась атаковать обе цели, но наткнулась на не отмеченный на карте риф и из-за повреждений была вынуждена возвращаться на базу. «Дорё-мару» смог взять «Кумано» на буксир и на скорости в 2 узла довести его до Санта-Крус к 11:30 7 ноября.
Последующие две недели экипаж крейсера и присланные с судоремонтного завода № 103 рабочие упорно пытались привести его в состояние, позволяющее совершить переход до Такао. Командование Объединённого флота выделило на помощь ему вспомогательный тральщик «Тёун-мару № 21». 9 и 10 ноября пришедший тайфун поставил эти попытки под угрозу. Более того, на второй день непогоды «Кумано» был сорван с временных якорных креплений, однако дотянул до её окончания, не будучи выброшенным на берег. Американская палубная авиация в эти дни была отвлечена на борьбу с переброской японских войск на остров Лейте (операция «ТА»), и первый налёт на крейсер был совершён только 19 ноября. С 14:19 в течение получаса самолёты с 38-го оперативного соединения атаковали «Кумано», но бомбовых попаданий не добились. 20 ноября ремонт был завершён: удалось ввести в строй 1 котёл и 1 турбозубчатый агрегат. Командир электромеханической БЧ Сакаэ Хорияма сообщил Хитоми, что крейсер готов к переходу и может выдать 6 узлов.

Повреждённый «Кумано» в Санта-Крус утром 25 ноября 1944 года перед налётом американской авиации.

25 ноября в 8:40 над заливом Дасоль появились первые самолёты 38-го оперативного соединения, которые атаковали замаскированный «Тёун-мару № 21», где в результате попаданий начался пожар. Для оказания помощи тральщику с «Кумано» были отправлены шлюпки, однако они не успели до него добраться до нового налёта. В 12:10 «Тёун-мару № 21» был поражён бомбой и через три минуты разломился и затонул. Наконец, в 14:30 изначально бывший приоритетной целью «Кумано» был атакован 30 «Хэллдайверами» и «Эвенджерами» из авиагруппы авианосца «Тикондерога». Первыми на корабль с правого борта (с солнечной стороны) зашли пикировщики, за короткое время добившиеся 4 прямых попаданий и множества близких разрывов. Две 500-фунтовые бомбы повредили носовую оконечность рядом с первой башней главного калибра, третья поразила район носовой надстройки, четвёртая разорвалась на авиационной палубе. Все эти повреждения непосредственно не вели к гибели корабля. Однако сразу после этого на неподвижный корабль зашли пять или шесть торпедоносцев, и около 14:45 он был поражён сразу пятью 569-мм авиаторпедами Mk 13 с 262 кг взрывчатки каждая. Попадания равномерно распределились по левому борту, вскрыв обшивку в районе погребов башен главного калибра № 2 и 5, котельных отделений № 2 и 6 и переднего машинного отделения левого борта. Единовременные повреждения таких объёмов были фатальны даже для линкора, «Кумано» же начал быстро валиться на левый борт и в течение 3 минут крен достиг 45°, несмотря на контрзатопления. При таком крене орудия уже не могли вести зенитный огонь (всего расчёты зенитных орудий крейсера заявили о 4 сбитых в ходе боя американских самолётах), и командир Хитоми отдал приказ оставить корабль. Сам он остался на мостике, до конца отдавая приказы по эвакуации людей. Через 4 минуты после попаданий торпед «Кумано» опрокинулся, и выжившие начали собираться на его обнажившемся днище. Американские самолёты проштурмовали из пулемётов и корпус, и поверхность воды вокруг него (а по словам выживших — даже сбрасывали на них бомбы), но вскоре покинули район. Через 45 минут после начала налёта, в 15:15 «Кумано» затонул кверх килем в точке с координатами 15°45′ с. ш. 119°48′ в. д. на глубине 33 метров. Из-за быстрого опрокидывания людские потери экипажа были тяжёлыми, но куда меньшими, чем можно было ожидать. Из 1036 человек, находившихся на борту, погиб 441 и выжили 595 (41 офицер и 554 старшины и матросов). Старшим по званию из выживших оказался командир электромеханической БЧ Хорияма. Погибшему командиру крейсера Хитоми посмертно было присвоено звание контр-адмирала.

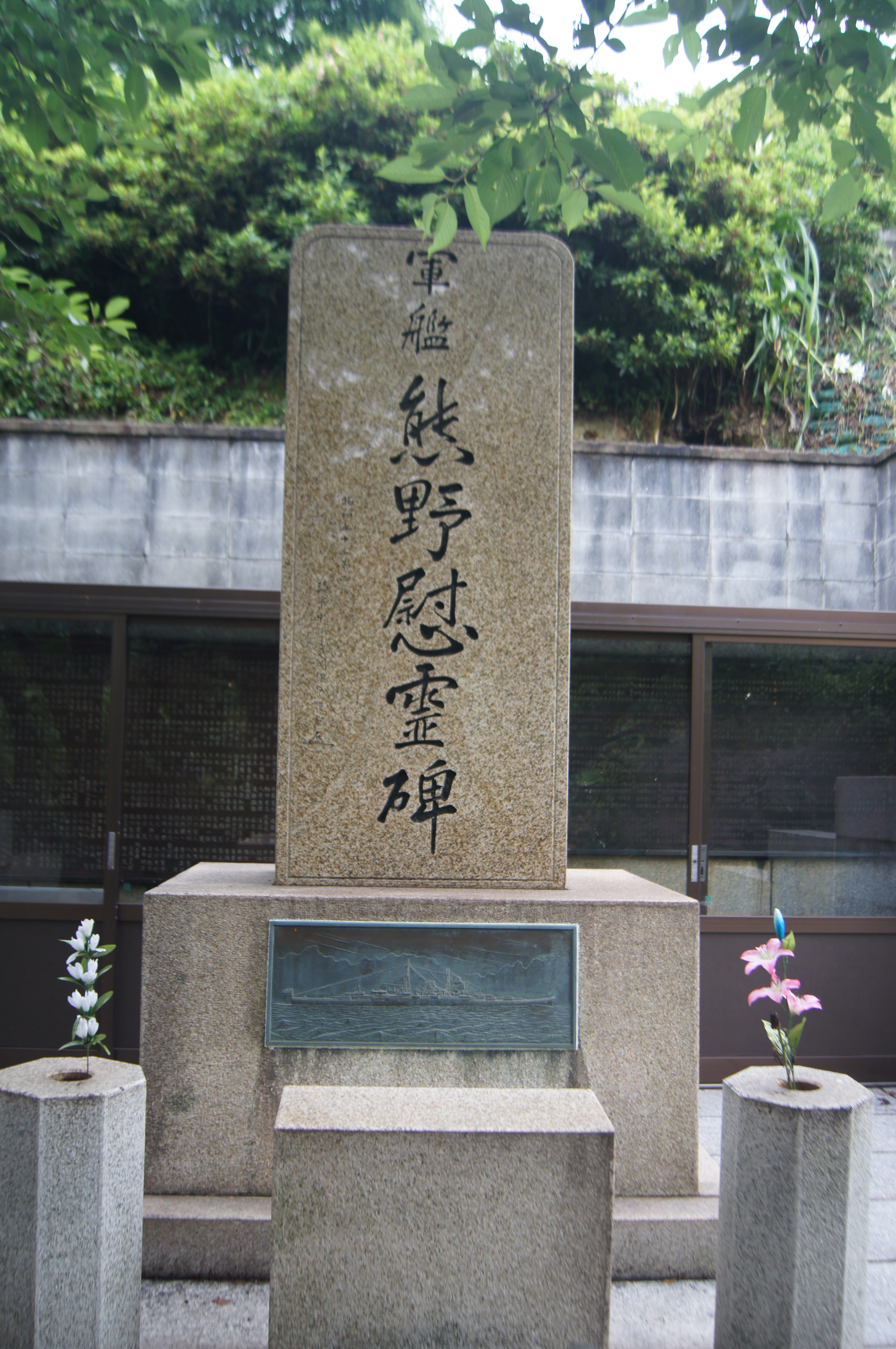
Памятник (кенотаф) крейсеру «Кумано» в парке Нагасако в Курэ, открыт 19 ноября 1978 года.

Таким образом, прежде чем оказаться на дне, «Кумано» с утра 25 октября суммарно получил попадания восьми торпед и шести авиабомб. Командовавший 38-м оперативным соединением при Лейте адмирал Хэлси позже высказывался, что «если бы и был японский корабль, который он мог пожалеть, это был бы „Кумано“».
В период нахождения «Кумано» в Санта-Крус 7-я дивизия 21 ноября была расформирована, и его передали в состав 5-й дивизии Второго флота. Вместе с ней он формально был переподчинён Флоту Юго-Западной зоны 1 января 1945 года, из списков его исключили 20 января.
4 июня 1945 года к «Кумано» спустились водолазы с американского поиско-спасательного судна «Шантеклер». Они обнаружили крейсер лежащим на дне килем вверх, с креном на левый борт в 120°. Надстройки были погружены в грунт, носовая часть была отделена от корпуса и лежала в 140 м от него, были видны и другие многочисленные следы попаданий авиабомб и торпед. Водолазы подняли с корабля кодовые книги и устройства, судовые журналы с 1937 по 1942 годы, исправную 25-мм установку с боекомплектом и представлявшие на тот момент большой интерес для американцев коммутационные схемы корабельных РЛС (сами РЛС за несколько месяцев до этого были подняты с потопленного в Манильском заливе крейсера «Нати»). Предположительно, на 1998 год корпус «Кумано» всё ещё лежал на том же месте, доступ к нему сильно затруднён нахождением в открытом море и сложными погодными условиями в районе.

## Командиры
- 1.12.1936 — 31.10.1937 капитан 1 ранга (тайса) Хикодзиро Суга (яп. 須賀彦次郎);
- 31.10.1937 — 18.5.1939 капитан 1 ранга (тайса) Сёдзи Нисимура (яп. 西村祥治);
- 18.5.1939 — 15.11.1939 капитан 1 ранга (тайса) Сукэёси Яцусиро (яп. 八代祐吉)[13];
- 15.11.1939 — 15.10.1940 капитан 1 ранга (тайса) Каору Арима (яп. 有馬　馨)[13];
- 15.10.1940 — 25.5.1941 капитан 1 ранга (тайса) Мицуо Киносита (яп. 木下三雄)[13];
- 25.5.1941 — 27.2.1943 капитан 1 ранга (тайса) Кикумацу Танака (яп. 田中菊松)[13];
- 27.2.1943 — 29.3.1944 капитан 1 ранга (тайса) Тосио Фудзита (яп. 藤田俊造)[13];
- 29.3.1944 — 25.11.1944 капитан 1 ранга (тайса) Соитиро Хитоми (яп. 人見錚一郎)[13].